# بخش مرکزی شهرستان فاروج
بخش مرکزی شهرستان فاروج یکی از بخش‌های شهرستان فاروج در استان خراسان شمالی ایران است.

## تقسیمات کشوری
- بخش مرکزی شهرستان فاروج
  - دهستان سنگر
  - دهستان شاه جهان
  - دهستان فاروج

## جمعیت
بنابر سرشماری مرکز آمار ایران، جمعیت بخش مرکزی شهرستان فاروج در سال ۱۳۸۵ برابر با ۳۴۱۳۴ نفر بوده است.